# Dasypogon atripennis
Dasypogon atripennis là một loài ruồi trong họ Asilidae. Dasypogon atripennis được Macquart miêu tả năm 1834. Loài này phân bố ở vùng nhiệt đới châu Phi.